# 장형 (역관)
장형(張烱, 1623년 음력 2월 25일 ~ 1669년 음력 1월 12일)은 조선 후기의 한학(漢學: 중국어) 역관이자 조선 20대 군주였던 경종의 외조부이다. 숙종 16년 정월에 발발한 원자 정호 사태로 외손자 경종이 숙종의 원자가 되면서 영의정에 추증됐으며, 이 해 5월 딸 장옥정(옥산부대빈 장씨)이 왕비 명호를 받으면서 옥산부원군(玉山府院君)으로 추숭됐으나 부원군의 작호는 숙종 20년 2차 왕비 교체로 인해 옥정이 다시 후궁으로 강봉되면서 거두어졌다. 본관은 인동(仁洞)으로, 그의 고조인 장석손을 파조로 한 양주파다. 자(字)는 백야(白夜), 시호는 안헌(安憲))이다. 묘소는 수차례 이장을 거쳐 현재 고양시에 위치하고 있으며 입장이 제한된다.

## 생애

### 활동
사역원 역관이었다. 신도비에는 그의 최종관직이 정9품 부봉사로 기록되어 있지만, 장남 장희식의 역과 취재 기록에는 종8품 봉사로 기록되어 있다. 병으로 일찍 퇴직하고 집에서 음률을 즐기며 지내다가 1669년 1월 12일에 사망했다. 거문고를 즐겼다고 전한다.

### 가계
아버지 장응인(張應仁)은 선조~인조 때 활약한 유명 역관으로 그의 이름과 행적이 《통문관지》에 기록되어 있다. 명에서 사신이나 차관이 올 때마다 차비관을 맡았고 아무리 탐욕스러운 자라고 할 지라도 조선에서 감히 토색질을 하지 못하게 하였다고 한다. 시재(詩才)가 뛰어났고, 전쟁 당시 무관(종6품 부장)으로 참전한 경력이 있다. 선(善)을 가훈으로 삼아 이를 적은 종이를 항시 몸에 지니고 다녔고, 자손에게도 명심할 것을 가르쳤다고 전한다. 장응인의 생전 관직은 정3품 첨지중추부사에 이르렀다. 장형의 어머니 남포 박씨는 산학(算學) 별제(別提) 박심의 딸이다.
장형은 일찍이 절충장군 고성립의 딸 제주 고씨와 혼인하였지만 그의 나이 23세에 상처하였다. 재취 부인 윤씨의 친정아버지 윤성립은 사역원 종4품 첨정으로 왜학 역관이었다. 윤씨의 친정 어머니 변씨는 소설 허생전에도 등장한 조선 최고의 갑부 변부자 가문의 딸로 사망하기 전에 아직 정산받지 못한 대출 액수를 확인하니 자그마치 은 50만냥이었다는 부호 역관 변승업의 당고모(큰할아버지의 딸, 아버지의 사촌자매)였다. 아내의 오빠인 윤정석은 실록 중에 면포를 팔던 시상(市商)으로 기록되어 있는데, 당시 한양 시전에서 면포를 팔 수 있는 건 오로지 육의전 뿐이다. 이는 윤정석이 육의전 상인이었으며, 육의전에서도 2등인 면포를 팔았으니 상당한 부자였음을 알 수 있다. 1701년 무고의 옥에 연루되어 체포됐던 윤정석의 공초내용에 따르면 희빈 장씨가 승은을 입은 궁녀로써 출궁되어 어머니 윤씨와 오빠 장희재 부부가 사는 친정에서 지낼 당시에 장희재의 집과 담 하나를 두고 이웃에 살았다고 한다.
역관의 신분으로 종1품 숭록대부에 오르고 더 이상 진급을 할 수 없어 그 공이 아들 뿐만 아니라 조카들에게까지 넘어갔다는 거물 역관이자 국중거부라는 별칭을 얻은 갑부 역관 장현은 그의 사촌형이다. 재취 부인 소생인 막내딸 장옥정을 궁녀로 보낸 것으로 전하는데, 그가 죽기 전에 장현의 권유에 따라 옥정을 궁녀로 만든 것인지 그의 사후에 옥정이 궁녀가 된 것인지는 의견만 분분할 뿐, 명확한 기록은 존재하지 않는다. 장현의 딸도 효종 때에 나인이 되어 숙종 때 상궁으로 있었다.
일찍이 사별한 부인 고씨에게서 1남을, 재취 부인인 윤씨에게서 1남 2녀를 두었다. 재취 부인 소생인 막내딸이 바로 희빈 장씨이다.
전실 고씨가 낳은 아들인 장희식(1640 ~ ?)은 18세의 나이로 1657년 역과식년시에 장원을 한 수재였지만 일찍 요절하였다. 장희식의 졸년은 알려지지 않지만, 장희식이 취재 당시 이미 절충장군 이천연의 딸과 혼인을 하였음에도 불구하고 양자를 들여 승계하지 않고 차남인 장희재가 제주(祭主)가 되었던 것과 장희식의 최종관직이 장원이 처음 제수받는 종7품 직장이었던 것으로 미루어 20세(1659년) 이전에 사망한 것으로 보인다.
계실 윤씨에게서 훗날 김지중에게 출가한 장녀 장씨와 차남 장희재(1651년 ~ 1701년), 차녀이자 막내딸 장옥정(1659년 ~ 1701년)을 보았다. 차남 장희재는 역과가 아닌 무과에 급제하여 경신년(1680년)에 내금위에 있었다.

### 사후
궁녀였던 막내딸이 숙종의 후궁이 되어 1688년 10월에 왕자를 생산하는데, 이 왕자가 바로 조선 20대 임금인 경종이다. 1689년 1월, 숙종이 서자에 불과한 이 왕자를 원자(元子: 왕의 적장자)로 삼은 것이 원인이 되어 1689년 2월 2일에 기사환국이 발발했다. 같은 날인 2월 2일, 숙종은 원자의 외조부인 장형을 정1품 영의정으로, 장형의 아버지 장응인을 정1품 우의정으로, 장형의 할아버지 장수를 정1품 좌의정으로 각각 추증하였다.
1689년 5월 2일, 송시열의 추천으로 왕비가 되었던 숙종의 계비 인현왕후 민씨를 끝내 폐출한 숙종은 5월 6일 새로이 계비를 간택하지 않고 원자의 생모인 희빈 장씨를 왕비로 책봉할 것을 선포한다. 권대운, 유명헌 등 남인이 반대하여 책봉을 3년 후로 연기하기로 하였지만 숙종은 희빈 장씨의 아버지인 장형을 옥산부원군(玉山府院君)으로, 전처 고씨(高氏)는 영주 부부인(瀛洲府夫人)을 추증하였으며, 윤씨(尹氏)는 파산 부부인(坡山府夫人)으로 봉하여 희빈 장씨가 비공식적이나마 이미 왕비임을 포고하였다. 1691년 9월 장형의 묘소에 옥산부원군 신도비가 세워졌다.
1694년 4월 1일, 갑술환국이 발발하여 집권당인 남인이 출척되고 다시 서인의 독점 정권이 세워졌다. 4월 11일, 숙종은 포도대장 장희재가 국가죄인 이시도에게 사사로이 형벌을 가했다는 이유로 긴급 체포하라 명하고, 이와 동시에 앞서 4월 9일에 궐 안 서궁(西宮)에서 지내게 해도 좋다고 허락한 폐비 민씨(인현왕후)의 입주 날짜를 길일과 상관없이 다음날로 당겨 옮기도록 하고 폐비 민씨의 처소에 호위를 배치했다. 다음날인 4월 12일에 그녀가 서궁으로 입주하자 숙종은 즉시 인현왕후의 복위를 선포하였다. 동시에 왕비 장씨는 국모가 두 명일 수 없다는 국법과 인현왕후가 먼저 왕비였으며 왕비 기간도 더 길었다는 이유로 1계급 강등되어 다시 희빈이 되었고, 장형 부부의 부원군 부부인 교지도 소각하라는 명이 내려졌다.
숙종은 부원군으로 새겨진 장형의 묘비와 옥산부원군의 신도비의 처분을 허가하지 않았는데, 이에 대해 묘비를 철거할 것을 요청하는 상소와 비판이 쇄도했으며 묘비가 훼손되거나 넘어뜨려지는 사태가 자주 발생하였다. 1696년에 발생한 장형의 무덤 방자 사건은 이러한 배경의 연장으로, 처음엔 노론 병조판서 신여철의 종 응선의 범행으로 판결되어 제주에 유배되어 역질로 추정되는 병을 앓던 장희재의 처우 개선을 요구하는 동정론이 일어나던 중에 이 사건이 장희재가 자작극을 벌인 것이라는 주장이 생겨나 상황이 역전되고, 장희재는 아비의 무덤을 훼손한 강상의 죄와 세자를 저주한 대역죄 그리고 노론을 무고하였다는 죄목으로 사형될 위기에 처해졌다가 소론의 변호로 겨우 목숨을 부지할 수 있었다. 이 사건은 1701년 무고의 옥으로 희빈 장씨가 죽은 후 장희재가 압송되자 다시 거론되어 장희재의 처 김씨(작은아기)의 증언으로 장희재의 죄로 판결되어 처형되기에 이르렀다.
제주(祭主)였던 아들 장희재가 처형되고 손자들도 유배되기에 이르자 숙종은 장희재의 재산 일부를 내어주고 장형의 신주와 제사를 장희재의 동복 누나의 남편인 김지중과 그들의 아들에게 기한적으로 맡도록 하였다. 장형의 묘소는 장씨 일족의 묘산이었던 서울 은평구에 소재하였으나 토지 개발의 이유로 이장되어 현재 경기도 고양시 고봉산에 소재하고 있다. 전처인 제주 고씨, 후처인 파평 윤씨와 셋이 함께 나란히 묻혀 있다.

## 가계도
- 증조부 : 장세필(張世弼, 정3품 절충장군, 증 통정대부, 1689년 돈녕부도정으로 추증)
  - 조부 : 장수(張壽, 가선대부, 증 대광보국숭록대부, 1689년 의정부좌의정으로 추증)
    - 백부 : 장경인(張敬仁, 종2품 동지, 사역원재직)

- -     -       - 백모 : 종5품 판관 신철수의 딸 영월 신씨
      - 사촌 : 장현(張炫, 1613 ~ ?, 1639년 역과식년시 장원, 종1품 숭록대부(崇祿大夫))[7]

    - 아버지 : 장응인(張應仁, 정3품 첨지중추부사, 증 대광보국숭록대부, 1689년 의정부우의정으로 추증)
    - 어머니 : 남포 박씨(증 정경부인, 산학별제 박심(朴𥳍)의 딸)
      - 부인 : 제주고씨(? ~ 1645)
        - 장남 : 장희식(張希栻, 1640 ~ ?, 1657년 역과식년시 장원, 사역원 종7품 직장)[8]
        - 자부 : 절충장군(折衝將軍) 이천연(李天然)의 딸 이씨

      - 부인 : 파평윤씨(1626 ~ 1698, 사역원 종4품 첨정 윤성립(尹誠立)의 딸)
        - 장녀 : 장씨(생몰년 미상)
        - 사위 : 김지중(金志重, 종7품 관상감 직장)
          - 외손 3남 1녀 이상

        - 차남 : 장희재(張希載, 1651년 ~ 1701년 10월 29일)
        - 자부 : 작은아기, 경주 김씨(? ~ 1701년 11월12일, 정6품 사과 김덕립의 딸)
          - 손자 : 조졸(1697년 8월)
          - 손자 : 장차경(張次慶, 1699년[주 13])
          - 손자 : 장휘?(張輝, 1701년 ~ 1728년 4월11일 이후, 생모 불확실)[주 14]

        - 첩며느리 : 안숙정(1666년 ~ 1701년 10월 3일, 1680년에 장희재의 첩이 됨)
          - 서손자 : 장종경(張終卿, 1693년 ~ 1724년 윤4월1일 이후)
          - 서손부 : 실애(實愛)

        - 차녀 : 희빈 장씨(禧嬪 張氏, 1659년 9월 19일 ~ 1701년 10월 10일)
          - 외손 : 조선 20대 국왕 경종(景宗)

    - 장인 : 윤성립(尹誠立, 첨정)
      - 처남 : 윤정석(尹廷錫, ? ~ 1701년 이후, 시전 면포상인 출신, 1689년 사포 별제(司圃別提)의 직위가 수여됨)

## 기타
- 막내딸 옥정이 숙종의 사랑을 독차지하는 총희가 되어 숙종의 계비인 인현왕후와 충돌하였다. 인현왕후의 친정 세력인 서인에게 노골적으로 배격을 받기도 하였는데, 이로 인해 급기야 서인 사이에선 윤씨가 조사석과 모종의 관계를 갖고 연줄을 대어 조사석을 정승으로 만들었다는 소문이 유포되기에 이르렀다. 소문의 모종의 관계란 김만중 부자의 공초내용에 따르면 조사석의 집과 장씨의 친정이 한 동네에 있어 윤씨가 조사석의 집에 자주 드나들었는데 이때 연줄을 대어 조사석이 정승에 제배되었다는 것이다. 그런데 관련 기사 중에 윤씨가 조사석 처갓집의 여종이었고, 윤씨가 혼인을 하기 전부터 조사석과 관계를 맺었다는 사관의 사평[주 15]이 더해진 탓에 흔히 김만중이 조사석과 윤씨의 간통사실을 주장하다가 유배된 것으로 과장되어 오용되고 있다.[주 16]

- 숙종실록 숙종 13년 6월 16일 3번째 기사에 더해진 그의 후처 윤씨가 조사석 처가의 종이었다는 기록으로 인해 윤씨가 비첩(婢妾)으로, 희빈 장씨와 장희재가 얼자녀로 인용되고 있다. 그러나 이는 숙종실록의 개정판인 숙종실록보궐정오를 전혀 참고치 않은 증거로, 숙종실록보궐정오 같은 날 기사에 장(張: 희빈 장씨)의 어미가 조사석의 처갓집 종이란 것은 전연 허황한 말로 정정되었다. 숙종실록 중에 거론된 기록도 정사 중에 공론이 된 것이 아니라 사관의 사평으로, 숙종실록의 총재관이 민진원을 감안하면 진실성은 떨어지는 편이다.[주 17]

## 옥산부원군신도비
조선국 증대광보국숭록대부 의정부영의정 겸 영경연 홍문관 예문관 춘추관 관상감사 옥산부원군 시호 안헌 장 공 신도비명과 서문
지금의 왕(숙종) 16년 경오년(1690년) 2월 25일 왕이 조정에 명령했다. “국구(國舅: 왕의 장인) 옥산부원군의 묘소로 가는 길 오른쪽이 비었는데 석물을 갖추지 못했으니 내사가 맡아서 처리하고, 태학사 민암은 비명을 짓고, 호부 상서 오시복은 글씨를 쓰고, 공부 우시랑 권규는 전액을 쓰라.” 민암은 실로 황공하여 삼가 머리를 조아리며 쓴다.
인동 장씨(仁同張氏)는 큰 성씨이다. 시조 금용(金用)은 고려의 개국 공신으로 벼슬이 삼중대광신호위상장군을 지냈고, 고려 말에 안세(安世)는 덕녕부윤으로 태조가 왕위에 오르기 전 곽성(霍城)에 살고 있을 때 그 이웃 덕녕(德寧)에 살았으므로 오랜 은혜가 있었다. 태조가 조선을 개국할 무렵 안세는 옥산(玉山)의 사저로 물러나 살았다. 태조가 여러 차례 조서를 내려 불렀으나 끝내 응하지 않자 아들 중양(仲陽)을 관직에 불러 한성부좌윤까지 이르렀다. 그 일은 “동국여지승람”에 실려 있다. 아들 수(脩)는 사헌부장령을 지냈다.
그 후 여러 세대를 지나 석손(碩孫)이라는 인물이 향교의 유생으로 있을 적에 아사(亞使)가 여러 고을을 순행할 때 강서(講書)에 불합격되어 유적에서 제거되고 군대에 편입되었는데 공에게는 고조가 된다. 증조부 세필(世弼)은 공로로 인해 절충의 품계를 받았고 돈녕부도정에 추증되었으며, 조부 수(壽)는 의정부우의정에 추증되었다. 공은 성품이 중후하고 모습은 의젓하였으며 마을에 어떤 문제가 생기면 나서서 바로잡아 주었다. 공이 한 마디 말로 결판을 내니 비록 패한 자들도 마음속으로는 승복했다. 80세가 넘을 때까지 살았기 때문에 가의대부에 제수 받았고, 흰 눈썹과 흰머리가 빛나는 빼어난 모습으로 거리를 지나가면 마치 지상에 나타난 신선 같았다.
아버지는 의정부좌의정에 추증된 행 첨지중추부사 응인(應仁)이다. 성품이 호탕하고 재물에 마음을 두지 않았으며 글 읽기를 좋아하고 문장에 능하고 노래도 잘했다. 가도(椵島)의 전쟁에 부장으로 따라갔을 때 길바닥에 금은이 떨어져 있어 사람들은 줍느라고 정신이 없었으나 응인은 못 본 척 혼자서 노래를 불렀다. 집에 있을 때는 가르치는 학생이 항상 수십 명이었고 대부분 훌륭한 인재가 되었다. 임종 때 유언하기를, “나는 평생 동안 선한 사람을 내 친족처럼 좋아했고, 악한 사람은 원수처럼 미워했다. 후세 자손들은 내 말을 가슴속에 새겨 두어라.” 라고 했다. 부인은 정경부인에 추증된 박씨(朴氏)로서 본관은 남포이고, 산학별제 심(沈)의 딸이다. 계해년(1623년) 2월 25일 공을 낳았다.
공의 이름은 경(烱)이고 자는 백야(伯夜)이다. 공은 어려서부터 단정하고 엄숙했으며 총명이 뛰어났다. 10살에 처음으로 공부를 시작했는데 글을 두어 번만 읽으면 당장 줄줄 외우곤 했다. 가훈을 마음에 새기고 문밖을 나가지 않고 부지런히 공부만 하며 게으름을 피우지 않으며 어른처럼 의젓하니 마을 사람들이 입을 모아 칭찬했다. 장성해서는 관직이 사역원부봉사가 되었다.
공의 종형제들은 돈을 많이 모아 일국의 갑부가 되었다. 그러나 공은 늘 청빈한 생활을 하며 재산에 마음을 두지 않고 분수에 자족하며 부러워하지 않았다. 불행히도 병이 나자 조용한 방에 가만히 앉아서 거문고와 노래를 즐기니 세상 사람들이 남북완이라고 불렀다. 기유년(1669년) 정월 12일 병으로 자택에서 사망했다. 향년 47세였다. 불광리(佛光里: 현재 서울 은평구 불광동) 묘좌유향(卯坐酉向)의 언덕 선영 옆에 장례 지냈다. 나중에 영의정 옥산부원군에 추증되었고, 앞서 말한 것처럼 3대가 추은(推恩)을 받았다. 왕의 장인으로서 귀하게 되었기 때문이다.
처음에는 절충 고성립(高誠立)의 딸을 부인으로 맞아 아들 희식(希栻)을 낳았는데 희식은 후사 없이 요절했다. 두 번째 부인 윤씨(尹氏)는 사역원첨정 성립(誠立)의 딸이다. 1남 2녀를 두었는데, 둘째 딸이 바로 왕비(장희빈)이다. 어린 나이에 간택되어 대궐에 들어가 성장한 뒤 비빈의 자리에 올라 원자를 길렀다. 성스런 성품을 타고 났으니 실로 우리나라의 무궁한 복이 아닐까? 무성하구나! 첫째 딸은 관상감 직장 김지중(金志重)에게 출가하여 3남 1녀를 낳았는데 모두 어리다. 둘째 아들 희재(希載)는 무과에 급제하여 현재 훈련원부정 겸 내승이고, 사과 김덕립(金德立)의 딸을 부인으로 맞아 3남을 낳았는데 모두 어리다.
옛말에 “선을 쌓은 집안은 남은 경사가 있다.”라는 말이 있고, “공후(公侯)의 후손은 반드시 복을 누린다.”는 말도 있다. 덕령공의 굳은 절개는 후손들을 창성하게 하여 몇 세대를 내려와 의정공에 이르르자 밝게 빛나진 않았지만, 삼대 째 쌓은 덕이 한데 뭉쳐서 성녀가 탄생하여 국모가 된 것이다. 참으로 집안과 국가의 경사이고 은택이 자손에게 미친 것으로 천도가 있어서 그렇게 된 것이다. 명왈(銘曰),
화산 높이 솟아 왕성의 진 되고
한 갈래 서쪽으로 무성한 숲 되었네
하늘이 좋은 땅 열어 공의 선영이고
줄기 따라 산기슭에 정기 모였네
하늘이 일을 하여 궁중의 빈 되니
집안의 상서로움 문중의 경사라
모두가 덕령군의 절개 때문이네
성쇠에 따라 세상도 대우하는 법
떨치지 못하다가 갑자기 창성하니
쌓은 덕으로 인해 빛 더욱 밝았네
오직 나라의 복이요 집안의 경사라
예전에도 드문 일 사람들이 놀라네
백세 뒤의 사람들 이 비문 살펴보라
숭정기원 무진년 후 64년 신미년(1691년) 9월 일 세움.
숭정대부 행병조판서 겸지경연사 홍문관대제학 예문관대제학 지춘추관 성균관사 세자좌빈객 민암(閔黯) 지음.

자헌대부 호조판서 겸 동지경연사 오시복(吳始復) 글씨.

통정대부 공조참의 지제교 권규(權珪) 전서(篆書).

有明朝鮮國 贈大匡輔國崇祿大夫議政府領議政領 經筵弘文館藝文館春秋館觀象監事玉山府院君諡安憲張公神道碑銘幷序
今 上之十有六年庚午二月二十五日 上命于朝曰國舅玉山府院君墓道之右闕而不具已令內司修治太學士黯製其文戶部尙 書始復書之又工部右侍郎珪篆其額臣黯誠惶誠恐謹拜手稽手而颺言曰仁同之張 國之大姓也始朝金用高麗開國功臣官三重大匡神虎衛上將軍季世有諱安世爲德寧府尹我 太祖潛龍時家霍城德寧隣壤也有奮恩及我 朝革命公退居玉山私苐 太祖大王累 降書召之終不起令子仲陽就仕官至漢城府左尹其事載輿地勝覽子脩官至司憲府掌令後數世有諱碩孫以校儒値亞使巡列邑講書不通落籍編行伍卽公之高祖也曾祖諱世弼以勞 授折衝階 曾敦寧府都正祖諱壽 曾議政府右議政公天資重厚儀觀偉然閭閻中事或有難決者咸就以正公以片言斷之雖負者猶心服焉壽過八耋 恩授嘉義階厖眉鶴髮輝暎於街陌之間望之若地上仙考 曾議政府左議政行僉知中樞府事諱應仁性豪擧疎財利喜讀書能文且善歌椵島之役公以褊裨從軍金銀布地人爭拾取公如無見獨自長歌居家敎授生徒常不減累十人多成材臨終有遺敎槪曰吾平生善善如親族惡惡如仇讐後世子孫宜服膺焉妣 曾貞卿夫人朴氏籍藍浦算學別提沈之女也以癸亥二月二十五日生公公諱烱字伯夜公幼而端莊聰慧絶倫十歲始受學讀不過數遍輒成誦佩服家訓不出戶庭孜孜進學不少捲動止嚴若成人隣里嘖嘖稱歎旣壯仕司譯院爲副奉事公之諸從廢著富甲一國公世守淸貧不問生産任眞安分無所欽艶且不幸抱疾從容一室以琴歌自娛世闢之南北阮也己酉正月十二日以疾終于家享年四十七葬于佛光里卯坐酉向之原先塋之側後 曾領議政玉山府院君推 恩三代封爵如右以 國舅貴也初娶折衝高誠立之女生子希栻早夭無後繼室尹氏司譯院僉正誠立之女也有一子二女第二女卽我 王妃殿下弱年選入 宮及長由妃嬪進位 坤極育我 元子生有聖質實我東方無疆之休猗歟盛哉一女適觀象監直長金志重生三男一女皆幼次男希載登武科今官訓練院副正兼內乘娶司果金德立之女生三男皆幼古語曰積善之家必有餘慶又曰公侯之後終必復焉以德寧公之全節其後嗣宣昌而替及至議政公雖潛光不耀三世種德篤生 聖女爲我 國母肇慶邦家澤及子姓蓋亦有天道焉銘曰
華山揷天作鎭 王城一支西蟠蔚鬱鬱蒼蒼天開吉地卽公祖塋逶迤磅礡沙麓孕精自天作合曰嬪于 京祥符甲觀慶溢 宗祊緬惟德寧姱節修名家有隆替世因重輕幾乎不振忽然大昌積之其厚發其發益光惟 國之休亦家之禎事曠今古榮動瞻聆百世在後請考斯銘
崇禎紀元戊辰之後六十四年辛未九月 日立
崇政大夫行兵曹判書知 經筵事弘文館大提學藝文館大提學知春秋館成均官事 世子左賓客臣閔黯奉 敎撰
資憲大夫戶曹判書同知經筵事臣吳始復奉 敎書
通政大夫工曹議知製敎臣權珪奉 敎篆

## 같이 보기
- 희빈 장씨
- 장희재
- 장현
- 윤성립
- 숙종
- 경종
- 최효원
- 김춘택
- 남인

### 내용주
1. ↑  烱은 炯(빛날 형)의 속자로 "경"이라는 음이 없다. 2001년 대법원 인명용 한자를 정해서 시행할 때 이 한자의 음을 "경"으로 잡았기에 이러한 오류가 발생한 것이다.
2. ↑  희빈 장씨의 처소인 취선당(取善堂)은 선(善)을 취(取: 얻다, 지니다)는 뜻으로 친정의 가훈과 연계된 것으로 보인다. 취선당은 창경궁에 본래 존재하였던 것이 아니라 1686년에 숙종이 그녀를 위해 창덕궁 내전(內殿: 비빈의 침전)에서 떨어진 창경궁에 비밀리에 인부를 불러 새로이 지어주었던 별당이었다.
3. ↑  1위는 비단점인 선전, 2위는 면포(무명)전, 3위는 면주(명주)전, 아래로는 시대에 따라 변동이 있었다. 면포는 화폐 대용이었으며, 세금을 대신하였다.
4. ↑  역과에서 장원을 했다는 것은 전공이 한학(漢學)으로 1등을 하였으며, 제2외국어 시험과 사서(四書) 시험 등을 모두 통과하여 최우수점을 받았음을 말한다. 제2 외국어와 사서 시험을 통과하지 못하면 장원이 아닌 1등으로 기록하는 것이 특색이다. 본래 장원은 문과에서만 쓰는 것으로 무과와 잡과에서는 1등을 쓴다. 장원은 첫벼슬로 종7품 직장을 제수받는다.
5. ↑  장희재의 누나이다. 따라서 1650년 이전에 탄생했음을 알 수 있다.
6. ↑  단암만록/민진원 著
7. ↑  원자는 왕비 소생의 맏아들에게 내려지는 명칭으로 원자가 적장자를 의미하는 단어이기 때문이다. 후궁 소생으로써 원자가 된 사람은 조선 경종|경종|이 최초이며 이때부터 적서와 상관없이 왕의 장자에게 원자의 명칭이 내려졌다.
8. ↑  본래 추증의 방식으로 따르면 장형이 정1품인 딸과 같이 정1품이 된 것은 정상이라 볼 수 있다. 왕비는 무품이기에 그 아버지가 정1품을 받는 것은 별개이다. 그러나 장형의 선대는 1등급씩 깎아 정2품, 정3품으로 추증되어야 정식인데, 장응인의 생전 품계가 정3품이었고 장수는 정2품이었기도 하기 때문에 모두 정1품으로 추증한 것으로 보이며 서인 정권을 남인으로 교체하면서 함께 작위를 내린 것인만큼 숙종의 격한 감정이 더해진 것 같다. 정식을 벗어난 파격인사인 것은 사실이지만 일부 잘못 인용하고 있다.
9. ↑  마침내 장형(張炯)에게 영의정(領議政)을, 장수(張壽)에게 좌의정(左議政)을, 장응인(張應仁)에게 우의정(右議政)을 증직하였다. 

사신은 논한다. 후궁(後宮)이 탄생한 원자(元子)를 중궁(中宮)의 아들로 삼으면, 국구(國舅)는 외조(外祖)가 되는 것이 예(禮)이니, 장형(張炯)을 추은(推恩)한다는 것은 진실로 의(義)가 없다. 더욱이 우리 조정의 고사(故事)에 후비(后妃)의 아버지에게 의정(議政)을 증직함은 많았으나, 또한 일찍이 아울러 삼대(三代)에 미치지는 않았던 것이다. 그런데 장형은 역관(譯官)의 무리로서 후궁(後宮)의 아비가 되고, 곧 그 부조(父祖)와 더불어 함께 의정(議政)에 증직되었다. 그러니 대개 장씨(張氏)는 바야흐로 성총(盛寵)이 있으며, 그 대우하는 것이 후비(后妃)의 집보다 지나쳤으니, 상의(上意)의 하고자 하는 바를 이에서 알 수 있는 것이다. 일의 기미가 미묘한 때에는 조심하지 않을 수 없거늘, 최석정은 몸이 정석(政席)에 있으면서도 봉행(奉行)하기를 오직 삼가하여 끝내 감히 위복(違覆)하는 계책을 하지 못했으니, 무엇 때문인가? 그 마음의 소재에 알 수 없는 것이 있다. 

-1689년 숙종15년 2월 2일7번째기사-
10. ↑  희빈 장씨의 책봉은 3년 후가 아닌 1년 후인 1690년 10월 22일에 이루어졌는데 이는 숙종이 재촉한 탓과 1689년 가을 경에 희빈 장씨가 다시 회임을 한 탓으로 보인다. 숙종실록에 희빈 장씨가 1690년 9월에 출산한 것처럼 되어 있으나 승정원일기에 7월 20일에 출산을 하였다고 명기되어 있다.
11. ↑  유배형을 받은 이시도가 종 4명을 데리고 장희재의 사가에 찾아와 장희재가 위로하며 술을 대접하였는데, 장희재가 술에 취하자 칼을 꺼내 장희재를 암살하려다 실패하고 배후를 추고받은 뒤 쫓겨났다. 이 과정 중에 이시도의 발가락이 부러진 것을 말한다.
12. ↑  장형의 무덤이 파헤쳐져 칼이 꽂히고 세자를 저주하는 물건이 묻어진 사건을 말한다.
13. ↑  1701년 여름엔 생존
14. ↑  영조실록에 장희재의 子라고 기록되어 있는데 항렬 돌림자가 일치하지 않는다.
15. ↑  해당 기사의 사건과 인물에 대한 사관의 개인적인 평가와 견해, 그리고 궐 안팎의 소문 등을 추가한 것으로 실제로 공사 중에 거론된 사실은 아니다. 이는 실록의 특성으로, 전임사관의 가장사초에 쓰인 것을 실록청 담당자가 확인하여 진상을 규명한 뒤에 실록에 올리는데 집권자나 세력에 따라 왜곡된 사실이 올려지거나 사실이 누락되는 일이 빈번히 발생했다. 특히 붕당이 격화된 조선 후기에는 수습이 불가하여 새로이 개정판을 만들기도 했는데, 가장 문제가 됐던 것이 바로 숙종실록으로 개정판이 만들어진 후에도 시정기를 세초하지 말고 남겨 후세가 마땅히 진실을 알 수 있도록 하여야 한다는 요구마저 있었다. 숙종실록은 민진원이 완성한 것이다.
16. ↑  이 소문의 근원자는 숙종의 고모인 숙안공주의 아들 홍치상이다. 홍치상이 계실(재취부인)의 지친인 이사명에게 이를 전달하였고, 이사명이 사돈인 김만중에게 전달하여 김만중이 조석에서 숙종을 다그치는 사태가 발생하였다. 숙종은 고종형인 홍치상의 죄를 덮고 김만중과 이사명만 유배하였지만, 기사환국이 발생하여 홍치상의 죄를 캐는 남인에 의해 죄가 폭로되었다. 조사석과 윤씨를 불륜 사이로 기록한 실록 중 내용에 대해 같은 날 숙종실록의 개정판인 보궐정오에 무리한 일, 저들끼리만 아는 일이라 부정되어 있어 있으며 숙보 14년 2월 1일 1번째 기사에는 이사명 등에 대해 흉악한 말과 허풍을 치며 거짓 사실을 끝없이 날조하여 위에까지 들리게 하여 임금을 속였다고 비난하였다.
17. ↑  민진원이 완성한 숙종실록에 대해 소론이 (당파와 가문에) 불리한 기사를 빼거나 고의로 왜곡시킨 부분이 많다.고 비난하며 전면 개정을 요청하였지만, 집권당인 노론의 반대와 영조의 불허로 빠진 기사를 보충하고 왜곡된 부분을 바로 잡는 정도로 개정하기로 하여 만들어진 것이 숙종실록보궐정오이다. 짧은 시간 내에 노론의 감시를 받으며 개정된 만큼 미진한 상태로 완성되어 현대에도 크게 참고되고 있지 않다. 숙종보궐정오를 완성한 후 소론은 시정기를 세초하지 말고 후세가 시비를 알 수 있도록 남기자고 했지만 영조가 반대하여 이루지 못했는데, 이는 숙종실록의 왜곡이 심각하였음을 드러내는 부분이다.

### 참조주
1. ↑  “통문관지”. 2016년 3월 14일에 원본 문서에서 보존된 문서. 2012년 5월 14일에 확인함.
2. ↑  산학별제는 호조((戶曹)에 소속된 종6품 관직이다.
3. ↑  [서울신문] [조선후기 신지식인 한양의 中人들] (16) 역관 명문 인동 장씨
4. ↑  숙종실록 27년(1701 신사 / 청 강희(康熙) 40년) 10월 22일(을해) 3번째기사 中 동평군 이항의 공초내용
5. ↑  숙종실록 15년(1689 기사 / 청 강희(康熙) 28년) 5월 6일(신축) 2번째기사
6. ↑  숙종실록 22년(1696 병자 / 청 강희(康熙) 35년) 4월 29일(갑인) 2번째기사
7. ↑  《조선시대잡과합격자총람(朝鮮時代雜科合格者總覽)》
8. ↑  《조선시대잡과합격자총람(朝鮮時代雜科合格者總覽)》

## 참조 문헌
- 《승정원일기》
- 《조선왕조실록》- 숙종실록, 숙종실록보궐정오
- 《통문관지》
- 《조선시대잡과합격자총람(朝鮮時代雜科合格者總覽)》(韓國學中央硏究院)
- 《옥산부원군신도비》

## 관련 서적
- 이덕일, 《조선 최대 갑부 역관》
- 이덕일, 《여인열전》(김영사, 2008)
- 노대환, 《소신에 목숨을 건 조선의 아웃사이더》 (역사의 아침, 2007)
- 이덕일, 《당쟁으로 보는 조선역사》 (도서출판 석필, 2004)
- 이덕일, 《송시열과 그들의 나라》 (김영사, 2000)
- 이성무, 《조선을 만든 사람들》 (청아, 2009)
- 최범서 《야사로 보는 조선의 역사 2》 (가람기획, 2006)